# Mini Metal

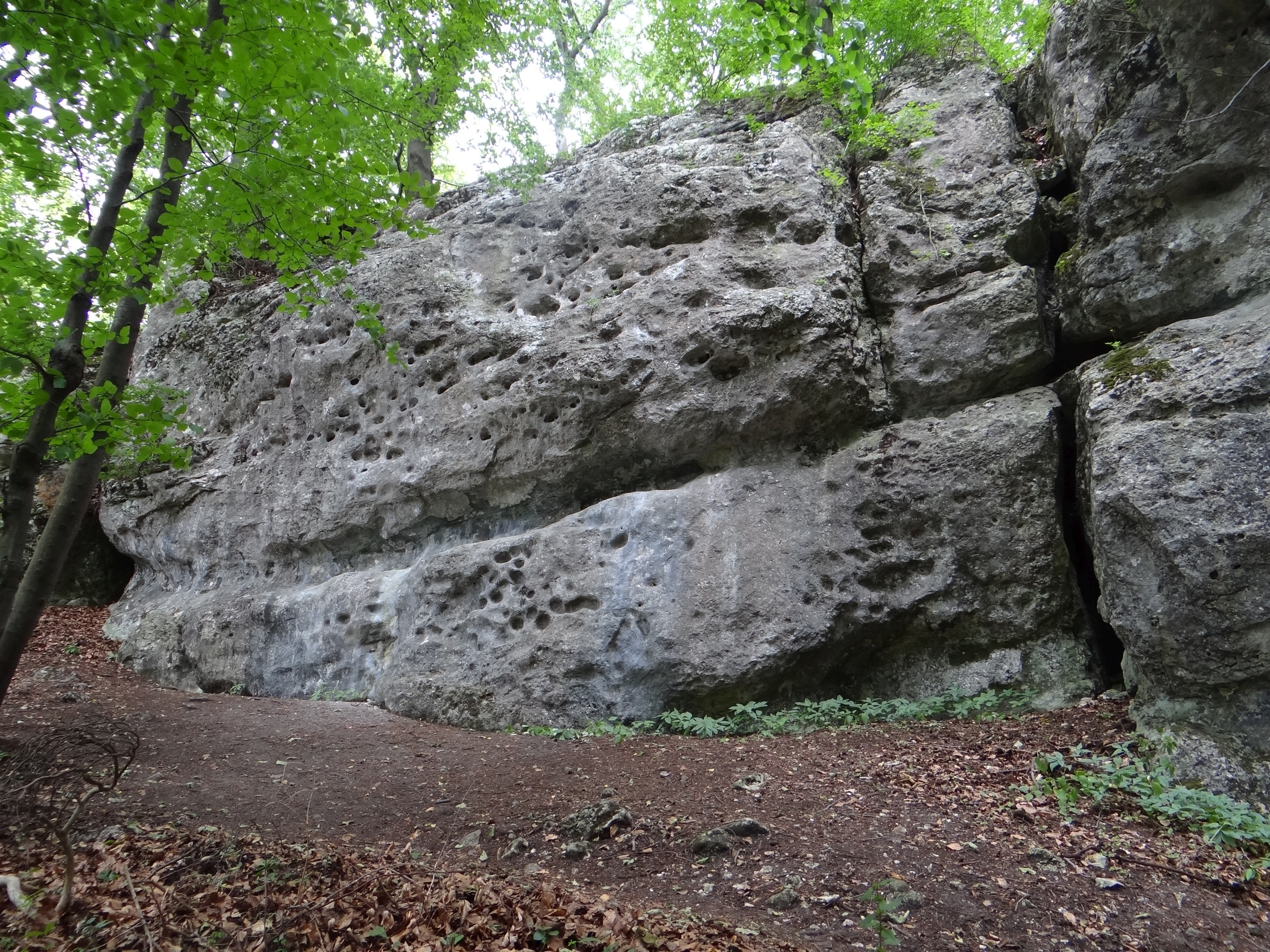

Mini Metal – skała na grzbiecie wzgórza Łężec na Wyżynie Częstochowskiej. Znajduje się w miejscowości Morsko w województwie śląskim, w powiecie zawierciańskim, w gminie Włodowice, w pasie skał ciągnących się grzbietem tego wzgórza od Zamku w Morsku na północny wschód. 
Mini Metal znajduje się po wschodniej stronie skały Heavy Metal i jest od niego niższy. Obydwie skały tworzą jeden mur skalny. Stosunkowo niedawno stały się obiektem wspinaczki skalnej i rejon ten daleki jest jeszcze do wyeksploatowania przez wspinaczy. Ciągle tworzone są na nich nowe drogi wspinaczkowe. Przez wspinaczy skalnych zaliczane są do grupy Skał Morskich. Zbudowana ze skalistego wapienia skała Mini Metal znajduje się w lesie. Jej powierzchnia jest dobrze urzeźbiona i posiada liczne koliste jamki i wżery. Do 2018 roku na jej północnej, pionowej ścianie wspinacze poprowadzili 6 dróg o trudności od V do VI.+ w skali krakowskiej. Wszystkie drogi mają zamontowane stałe punkty asekuracyjne (ringi i stanowiska zjazdowe).

## Drogi wspinaczkowe
- Delikatessen V,
- Świroman VI.+,
- Dewiator V,
- Grawitator V+,
- Aktywator V+
- Degustator VI[1].